# صراع العروش (الموسم 8)
تم تأكيد إنتاج الموسم الثامن والختامي من المسلسل الملحمي صراع العروش من قِبَل القناة المُنتجة HBO في يوليو 2016. خلافاً للمواسم الستة الأولى التي تتألف من عشر حلقات، والسابع الذي يتألف من سبع حلقات، فإن الموسم الثامن يتكون من ست حلقات فقط، وقد بدأ عرض أولى حلقاته في 14 أبريل 2019. وكالمواسِم السابقة، يستكمل الموسِم أحداثَ القصّة التي بُنيت في الأساس على سلسلة روايات أغنية الجليد والنار من تأليف جورج ر. ر. مارتن. وهو من كتابة وتطوير الثنائي ديفيد بينيوف ودانيال وايز. وبدأ تصويره في 23 أكتوبر 2017 واستمرّ حتى يوليو 2018.

## الحلقات
| ر. الإجمالي | ر. في الموسم | العنوان                   | المخرج                      | الكاتب                      | تاريخ العرض الأصلي | عدد المشاهدات (بالمليون) |
| --- | ------------ | ------------------------- | --------------------------- | --------------------------- | ------------------ | ------------------------ |
| 68 | 1            | «وينترفيل»                | ديفيد نتر                   | ديف هيل                     | 14 أبريل 2019      | 11.76                    |
| يَصِل (جون سنو) و(دنيرس) مع جيشها إلى مدينة وينترفيل ويعلمون فورَ وصولهم أنّ السائرين البيض تمكّنوا من اختراق الجِدار وهدمه. وبناءً عليه، اجتمع قادة الشمال مع حلفائهم في وينترفيل، على الرغم من أنهم لا يزالون متشككين من (دانيريس) وتعزيزات آل لانيستر الآتية من الجنوب. في كينغز لاندينغ، لا تُظهِر (سيرسي) قلقاً حول زحف جيش الموتى، ومع عودة (يورون غريجوي) برفقة قائد الفرقة الذهبية (هاري ستريكلاند) لضمان ولائهم لها، تقبل (سيرسي) بممارسة الجنس مع (يورون) وذلك قبل إعطاء الأمر لـ (برون) لاغتيال كل من (تيريون) و(جايمي). وخلال ذلك الوقت، يقتحم (ثيون غريجوي) الأسطول البحري ويُنقِذ شقيقته (يارا) التي تُقرّر أن تعود بالأسطول إلى جُزر الحديد لاستعادتها من (يورون)، بينما يقرّر (ثيون) العودة إلى وينترفل. يجتمع (جون) مع (بران) و(آريا) بينما لا تزال (سانزا) متشككة من (دانيريس)، وتجتمع (آريا) بـ (غيندري) وتطلب منه صُنع رُمحِ من الفولاذ الفاليري. يعلم (سام) أن والده وشقيقه قد قتلا على يد (دانيريس) ويغضب من ذلك، يذهب تالياً لملاقاة (جون) في سراديب وينترفل ليخبِره حقيقة كونِه ابن لـ (ليانا ستارك) و(ريغار تارغارين) وأنه الوريث الشرعيّ للعرش الحديدي. (تورمند) و(بريك) في الشمال داخل قلعة لاست هارث المُدمّرة معقِل آل آمبر حُلفاء آل ستارك، بلتقون بـ (إد) وأعضاء من الحرس الليلي، ويشاهدون جثّة اللورد آمبر مُعلّقة على جدار ترمُز لشيء ما واعتبروها رسالةً من ملك الليل. تنتهي الحلقة لحظة وصول (جايمي) إلى وينترفيل والتقاء نظراته مع (بران). |              |                           |                             |                             |                    |                          |
| 69 | 2            | «فارسة من الممالك السبعة» | ديفيد نتر                   | براين كوغمان                | 21 أبريل 2019      | 10.29                    |
| يجتمع قادة الشمال للبحث في أمر (جيمي لانستر) ويوافقوان على قبولِه بينهم بعد أن شهدت (بريان التارثيّة) بصالحه. (دنيريس) تبدأ في فقد ثقتها بـ(تيريون) الذي ارتكب خطأ، مما دفع (جوراه مورمنت) للطب منها أن تُسامحه. ثُم تُحاول إرضاء (سانزا) من خلال إقناعها بأنها تُحبّ (جون) لكنّها لم تستطع الإجابة عن مصير الشمال بعد انتهاء الحرب. يصلُ كُلّ من (ثيون) و(إد) و(تورمند) و(بيريك) إلى المدينة، ويبلّغون (جون) أن قلعة آل أمبر سقطت في يد ملك الليل وأن الحرب قد تبدأ بطلوع الفجر التالي. وخلال التشكيل العسكريّ، يوافق الجميع على مضض اقتراح (بران) بأن يستخدم كطعم لجذب ملك الليل إلى أيكة الآلهة المصمم على تدمير الغراب ذي الثلاث أعيُن. يُحاول (جوراه) إقناع ابنة عمّة (ليانا مورمنت) عن عدم القتال، ويفشل في ذلك، في الوقت الذي يُقدّم له (سام) سيف عائلته آل تارلي الفاليريّ. (جون) و(سام) و(إد) يستذكرون معاً ماضيهم في الحرس الليلي. (آريا) تستلم رُمحها الفاليريّ وتمارس الجنس مع (غيندري). (تيريون)، (جيمي)، (دافوس)، (برين)، (بودريك)، و(تورموند) يشربون معًا في ليلة المعركة، وخلالها يقوم جيمي رسميًا بإعلان (بريان التارثيّة) فارساً، كأوّل فارس أنثى في الممالك السبعة. ومع اقتراب جيشِ الموتى، في سراديب وينترفيل تعرِف (دنيرس) أن (جون) ما هو إلا ابن أخيها الذي يحقّ له المطالبة بالعرش الحديدي. |              |                           |                             |                             |                    |                          |
| 70 | 3            | «الليلة الطويلة»          | ميغيل سابوجنيك              | ديفيد بينيوف، ودي. بي. وايس | 28 أبريل 2019      | 12.02                    |
| يصل جيش الموتى وتبدأ المعركة مع جيش الأحياء، قُبيلَ ذلك تصل (ميلساندرا) إلى القلعة، ويبدأ جيش الدوثراكي بالهجوم بقيادة (جوراه) ويعود إلى المدينة. تبدأ المعركة ويُقتَل (إد) في محاولة إنقاذ (سام)، ثم يتراجع جيش الأحياء إلى وراء القلعة. تُشعِل (ميليساندرا) النار في الخندق حول القلعة لإبطاء حركة الأموات، لكنّهم يجدون طريقةً لعبور جدار النار وصولاً لأسوار وينترفل وتسلّقها. يتصارع (جون) و(دانيريس) مع ملك الليل والتنانين. تُقتَل (ليانا مورمنت) في دفاعها ضد أحد العمالقة الأموات، و(بيرك) خلال حمايته لـ(آريا). استطاع (جون) إنزال ملك الليل من على ظهر التنين، بينما أمرت (دانيرس) تنّينها بنفث نيرانه عليه، لكنّه مُحصّن ضد النار. يُعيد ملك الليل بعثَ الأموات بما فيهم ملوك الشمال الموتى المدفونين في السراديب. يطير التنين تاركاً (دانيريس) خلفه بعد أن هاجمه الأموات، و(جوراه) يقوم بالدفاع عنها. يصل ملك الليل إلى أيكة الآلهة من أجل قتل (بران) ويقوم خلالها بقتل (ثيون) ثم التوجّه إلى بران مباشرة. إلّا أن آريا تنصب له كميناً، حيث استطاعت قتلَه عبر طعنةٍ في قلبه باستخدام الفولاذ الفاليريّ، ومع مقتل ملك الليل، يعود الأموات جُثثاً هامدة. وتموت (ميليساندرا) بعد أن أدّت مُهمّتها المأمورة بها من إله الضياء. |              |                           |                             |                             |                    |                          |
| 71 | 4            | «الأخير من آل ستارك»      | ديفيد نتر                   | ديفيد بينيوف، ودي. بي. وايس | 5 مايو 2019        | 11.80                    |
| يُرثي أهل الشمال قتلاهم ويقومون بحرقهم، ثم يحتفلون بالنصر. خلال الاحتفال تقوم (دنيريس) بإعطاء شرعيّة لـ (غيندري باراثيون) وتُعيّنُه حاكماً لمعقل آل باراثيون في ستورمز إند في أراضي العواصف، ترفَض (آريا) عرض (غيندري) للزواج منها. وينام (جايمي) و(بريان) مع بعضهما. تحاول (دنيريس) إقناع (جون) بعدم إخبار أحد عن حقيقته تجنّباً للانقسام السياسي وحفاظاً على علاقتة السِفاح معه. (تورمند) يقود الهَمج عودة إلى أراضي ما وراء السور. يصل (برون) إلى وينترفل لإنفاذ مهمّته التي تتضمّن قتل (جايمي) و(تيريون)، يعرِض عليه (تيريون) إذا ما خسرت (سيرسي) في المعركة أن يمنحه حُكماً لأراضي الهايجاردن في المرعى. خلال مجلس التخطيط العسكري، تريد (دنيريس) التحرّك بأسرع وقت نحو الجنوب للسيرطة على كينغز لاندينغ، بينما تُفضّل (سانسا) التريّث ريثما يرتاح الجنود. (جون) يدعم (دنيريس) بما أنّها الملكة، تعترض فتيات ستارك على ذلك فيُضطّر (جون) لإخبارهم بحقيقته. (سانسا) ترى أن (جون) أحقّ بالمُلك، فتُخبر (تيريون) الذي بدوره يُخبر (فاريس) بذلك. (دنيريس) وأسطولها يُبحرون متوجّهين نحو العاصمة، بينما يقود (جون) جيش الشمال نحوها. تنضمّ (آريا) إلى (ساندرو كليغان) مغادرين وينترفيل في رحلة نحو الجنوب. (يورون غريجوي) ينصب كميناً لأسطول (دنيريس) ويدمّره ويستطيع قتل تنين واحد، وتؤحَذ (ميساندي) أسيرة، مما يدفع (دنيريس) بالتوجّه نحو أسوار العاصمة لمحاولة التفاوض مع (سيرسي) حتى لا تُرتكب المزيد من المجازر في حقّ سكّان المدينة. يُناقِش (تيريون) و(فاريس) أحقيّة العرش والحالة العقليّة لـ (دنيرس)، (فاريس) قلقٌ من كونها متعطّشة للسلطة وغير مؤهلة لها ويُشير إلى أن (جون) أكثر هدوءاً منها وأن الشعب يُحبّه، يرفض (تيريون) الفكرة ليقول (فاريس) بأنه سيسعى لما يراه مناسباً. عندما تصل الأخبار بأن الحرب على وشك لقيام، يُقرر (جيمي) مغادرة وينترفيل. تفشل المفاوضات بين المَلكتَين المجنونَتين، وتقوم (سيرسي) بإعدام (ميساندي) مُعلِنَةًالحرب. |              |                           |                             |                             |                    |                          |
| 72 | 5            | «الأجراس»                 | ميغيل سابوجنيك              | ديفيد بينيوف، ودي. بي. وايس | 12 مايو 2019       | 12.48                    |
| تقبض (دنيرس) على (جيمي) وتعلم بذلك (تيرون) الذي يخبرها بخيانة (فاريس) فتقوم بحرقه، يرجوها (تيريون) في حال دقت أجراس كينغ لاندينغ ان توقف الهجوم لان المدينة تكون قد استسلمت، ثم يتوجه إلى (جيمي) فيخلي سبيله ويطلب منه الهرب مع (سيرسي)، تصل (آريا) و(ساندرو) إلى المدينة قبل إغلاق أبوابها، يتم الهجوم صباحاً وتقوم (دنيرس) بتدمير أسطول (يورن جريجوي) وحرق المدينة بالكامل وقتل جميع جنود الفرقة الذهبيّة وفي هذه الاثناء تستسلم المدينة وتدق الأجراس، لكن لا تستجيب (دنيريس) وتقوم بإحراق الريد كيب بما فيه من مدنيين وعسكريين مستسلمين، ويقوم غراي وورم بالهجوم وقتل الجنود المستسلمين، مع محاولة (جون) لمنع المجزرة، يلتقي (جيمي) و(يورن جريجوي) ويتبارزان فيقتل (يورن) ويصاب الآخر إصابات بالغة، وفي أثناء هرب (سيرسي) يلتقي الأخوان كليغان ويتبارزان ويقتلان سوياً. تهرب (سيرسي) وتلتقي بشقيقها، وفي طريق هربهما يجدان الطريق مسدود ومن ثم يتدمر القصر وينهار فوقهما، تنتهي المحرقة بدمار المدينة ونجاة (آريا) وجنود (دنيرس). |              |                           |                             |                             |                    |                          |
| 73 | 6            | «العرش الحديدي»           | ديفيد بينيوف، ودي. بي. وايس | ديفيد بينيوف، ودي. بي. وايس | 19 مايو 2019       | 13.61                    |

## طاقم العَمل

### الأدوار الرئيسية
- بيتر دنكليج بدور تيريون لانستر.
- نيكولاي والداو بدور جيمي لانستر.
- لينا هيدي بدور الملكة سيرسي لانستر.
- كيت هارينغتون بدور جون سنو.
- إميليا كلارك بدور دنيرس تارغاريان.
- ليام كونينغهام بدور دافوس سيوورث.
- صوفي تارنر بدور سانسا ستارك.
- مايسي ويليامز بدور أريا ستارك.
- ألفي آلن بدور ثيون جريجوي.
- ناتالي إيمانويل بدور ميساندي.
- غويندولين كريستي بدور بريان التارثيّة.
- جون برادلي بدور سام تارلي.
- ايزاك هيمبستيد رايت بدور بران ستارك.
- روري ماكان بدور ساندرو كليغان «الكلب».
- كونليث هيل بدور اللورد فاريس.
- كاريس فان هوتن بدور ميليساندري.
- كريستوفر هيفيو بدور تورمند جاينتسبين.
- هانا موراي بدور غيلي.
- جيروم فلين بدور برون.
- جو ديمبسي بدور جندري.
- إيان غلين بدور جوراه مورمنت.

### الأدوار الثانوية
- بيلو أسبيك بدور يورون غريجوي.
- ريتشارد دورمر بدور بيريك دونداريون.
- بن كرومبتون بدور اديسون توليت.
- هافور جوليوس بيورنسون بدور غريغور كليجان/الجبل.
- جاكوب أندرسون بدور غراي وورم.
- دانيال بورتمان بدور بودريك باين.
- أنطون ليسر بدور كايبورن مساعد الملكة سيرسي.
- توبايس مينزيس بدور إدميور تلي.
- بيلا رمزي بدور ليانا مورمونت.
- ستاز ناير بدور خونو.
- لينو فاسولي بدور روبن آرين.
- روبرت فانسيتارت بدور يوهن رويس.
- جيما ويلن بدور يارا غريجوي.
- مارك ريسمان بدور هاري ستريكلاند.

## الإنتاج

### طاقَم عَمل ما خلف الأضواء
أغلبُ الحلقات من كِتابَة وتطوير الثنائي ديفيد بينيوف ودانيال وايز. وقد أُعلِنَ مُخرجي الموسِم الثامن في سبتمبر 2017. ميغيل سابوتشنيك الذي قام بإخراج الحلقة السابعة والثامنة من الموسم الخامس وحلقة معركة النغلين ورياح الشتاء من الموسم السادس سيعود لإخراج الحلقة الثالثة والخامسة في هذا الموسم. وديفيد نوتر الذي أخرَج الحلقتين الأولتين من الموسم الثاني والثالث والخامس، سيعود لإخراج الحلقة الأولى والثانية والرابعة في هذا الموسم. لكن الحلقة الأخيرة لن يُخرجها أيّاً من هذين الاسمين بل سيقوم بإخراجها مؤلفي المسلسل والمسؤولين عنه ديفيد بينيوف ودانيال وايز وقد سبَق لهما إخراج حلقتين من قبل.
وقد أُعلِنَ في 12 مارس 2017 خلال فعاليات مهرجان SXSW أن ديف هيل سيقوم بكتابة الحلقة الأولى، وبريان كوغمان للحلقة الثانية، وباقي الحلقات ستكون من كتابة الثنائي بينيوف ووايز.

### التصوير
في مقابلة مع مجلة انترتينمنت ويكلي، قال الرئيس التنفيذي لشركة HBO كيسي بلويز أن الموسم الختامي يمكن أن يبدأ في 2018 أو في وقت لاحق في عام 2019، مضيفاً أنه يتعين عليهم تحديد الجدول الزمني لإنتاج هذا الموسم «السينمائي للغاية». ووصف الموسم الختامي بأنه سيكون عبارة عن ستّ ساعات سينيمائية على التلفاز. وقد بدأ التصوير رسميّاً في 23 أكتوبر 2017.

### الحلقات
وفقاً لما قالَه المُنتجان بينيوف ووايز في مقابلة أُجريَت معهما سابقاً، قالا أن الموسِم السابع والثامن من المحتمل أن تكونا عدد حلقاتُه أقصر، حيث أخبرا أنّه بقي فقط 13 حلقة على النهاية. ثُمّ أكّدا لاحقاً أن الموسم الختامي يتكون من 6 حلقات وحسب.

### الترويج والتسويق
في 6 ديسمبر 2018 أصدَرت HBO أول مقطع تشويقي رسمي للموسم. الثاني صدر في 14 يناير 2019 مع إعلان أن المسلسل سيبدأ في 14 أبريل 2019، وهو من إخراج ديفيد نتر. وفي وقت لاحق، تم إصدار صور لأول مرة لعدة شخصيات رئيسية في 6 فبراير 2019. ثُم صدرت الملصقات الرسمية للموسم في 28 فبراير 2019. وفي 5 مارس 2019 أصدر الإعلان الترويجي الأول.